# Nekropol
Nekropol war eine estnische Death-Doom-Band. Sie veröffentlichte 1993 als einziges musikalisches Lebenszeichen das sieben Songs plus Intro umfassende Demo Messenger of Fallen Angel. Es wurde zweimal auf Kassette wiederveröffentlicht (Soundless Productions, 1995; Old Skull Productions, 2021) und einmal auf CD (Imperium Productions, 2008).
Ausweislich der CD-Auflage von 2008 wurde das Demo-Album von einem Quartett aufgenommen. Die Demo-Kassette ist in der Estnischen Nationalbibliothek verfügbar.

## Diskografie
- 1993: Messenger of Fallen Angel (Demo)